# 李鳴 (嘉靖潛江舉人)
李鳴，湖廣潛江縣人，明朝政治人物。

## 生平
嘉靖三十七年（1558年），李鳴高中戊午科湖廣鄉試第二名舉人，為《書經》經魁。曾官陕西西鄉縣知縣。

## 事跡
萬曆二十八年（1600年），曾在潛江縣河東黄漢垸馬伏波祠後建觀音閣。

## 家族
父李崇信，正德己卯举人，官至同知。有子李之皡，官至四川參議。